# Mary Traill Spence Lowell Putnam
Mary Traill Spence Lowell Putnam (ur. 1810, zm. 1898) – prozaiczka i poetka amerykańska, siostra Jamesa Russella Lowella.

## Życiorys
Mary Traill Spence Lowell Putnam urodziła się 3 grudnia 1810 w Bostonie. W 1832 wyszła za mąż za Samuela R. Putnama. Potem długo podróżowała za granicą. Zmarła 1 czerwca 1898 w Bostonie. Pisała między innymi o literaturze polskiej.

## Twórczość
Początkowo Mary Putnam pisała do gazet. Sytuacja zmieniła się w 1844, gdy przetłumaczyła powieść szwedzkiej autorki Fredriki Bremer The Handmaid. Później opublikowała History of the Constitution of Hungary (1850), Records of an Obscure Man (1861), The Tragedy of Errors i The Tragedy of Success (1862), Fifteen Days (1866) i Memoir of Charles Lowell (1885).